# انگلیسی (دهانه)
انگلیسی یک دهانه برخوردی در ماه‌ است.